# Une part manquante
Une part manquante is een Belgisch-Franse dramafilm uit 2024, geregisseerd en mede geschreven door Guillaume Senez. De hoofdrollen worden vertolkt door Romain Duris en Judith Chemla.

## Verhaal
Jay is een Fransman die in Tokio woont en zijn brood verdient als chauffeur voor een privé-autobedrijf. Door Jays ontmoetingen met Jessica, een andere Franse expat, en zijn gesprekken met anderen die begrip hebben voor zijn benarde situatie, worden de omstandigheden die hem in het land houden, onthuld. Na negen pijnlijke jaren staat Jay op het punt om de mogelijkheid op te geven dat hij zijn dochter Lily ooit nog zou zien. Maar dan neemt op een ochtend door een nieuwe passagier in zijn auto zijn verhaal een andere wending.

## Rolverdeling
| Acteur           | Personage |
| ---------------- | --------- |
| Romain Duris     | Jay       |
| Judith Chemla    | Jessica   |
| Mei Cirne-Masuki | Lily      |
| Tsuyu            |           |
| Shungiku Uchida  |           |
| Yumi Narita      | Keiko     |
| Patrick Descamps |           |
| Shinnosuke Abe   |           |

## Productie
Une part manquante werd geproduceerd door Les Films Pelléas (Frankrijk) en Versus production (België) in coproductie met France 2 Cinéma, RTBF, Proximus, VOO, Be tv en Savage Film, met steun van het Centre du Cinéma et de l'Audiovisuel de la Fédération Wallonie-Bruxelles.

## Release
Une part manquante ging op 9 september 2024 in première op het Internationaal filmfestival van Toronto.